# Dobrovodica
Dobrovodica (izvirno srbsko Доброводица) je naselje v Srbiji, ki upravno spada pod Občino Batočina; slednja pa je del Šumadijskega upravnega okraja.

## Demografija
V naselju živi 368 polnoletnih prebivalcev, pri čemer je njihova povprečna starost 45,8 let (44,5 pri moških in 47,2 pri ženskah). Naselje ima 133 gospodinjstev, pri čemer je povprečno število članov na gospodinjstvo 3,16.
To naselje je, glede na rezultate popisa iz leta 2002, večinoma srbsko, a v času zadnjih treh popisov je opazno zmanjšanje števila prebivalcev.
|  |

| Demografija | Demografija     | Demografija     |
| Leto        | Št. prebivalcev | Št. prebivalcev |
| ----------- | --------------- | --------------- |
|             |                 |                 |
|             |                 |                 |
|             |                 |                 |
|             |                 |                 |
| 1948        | 841             |                 |
| 1953        | 834             |                 |
| 1961        | 745             |                 |
| 1971        | 621             |                 |
| 1981        | 605             |                 |
| 1991        | 537             | 495             |
| 2002        | 478             | 420             |
|             |                 |                 |

| Etnična sestava po popisu iz leta 2002 | Etnična sestava po popisu iz leta 2002 | Etnična sestava po popisu iz leta 2002 | Etnična sestava po popisu iz leta 2002 | Etnična sestava po popisu iz leta 2002 |
| -------------------------------------- | -------------------------------------- | -------------------------------------- | -------------------------------------- | -------------------------------------- |
| Srbi                                   | Srbi                                   |                                        | 416                                    | 99,04%                                 |
| Hrvati                                 | Hrvati                                 |                                        | 2                                      | 0,47%                                  |
| Romuni                                 | Romuni                                 |                                        | 1                                      | 0,23%                                  |
| Makedonci                              | Makedonci                              |                                        | 1                                      | 0,23%                                  |
| Neznano                                | Neznano                                |                                        | 0                                      | 0,0%                                   |